# 林印孙
林印孙（1964年—），江西省抚州市临川区人，汉族，正邦集团有限公司董事长、赣抚商会会长。中国共产党党员，第十二届全国人民代表大会江西地区代表。

## 生平
1979年，就读临川二中。1981年至1984年，就读江西省粮食工业学校。1985年，任临川饲料厂厂长。1999年，成立江西正邦集团。
毕业于中欧国际工商学院工商管理专业。2013年，担任全国人大代表。2018年2月24日，当选为第十三届全国人大代表。